# Conselho Consultivo Anglicano

O Conselho Consultivo Anglicano (Anglican Consultative Council, em inglês) é um dos quatro instrumentos da Comunhão Anglicana criado através de uma resolução durante a Conferência de Lambeth de 1968. O conselho é composto pelos bispos e leigos e se reúne a cada dois ou três anos em várias localidades do planeta. O Arcebispo da Cantuária é o presidente ex officio do Conselho. 